# Glenea pagana
Glenea pagana là một loài bọ cánh cứng trong họ Cerambycidae.